# Дубасовский
Дубасовский — посёлок в Ртищевском районе Саратовской области России. Входит в состав Октябрьского муниципального образования.

## География
Находится в северо-западной части Саратовского Правобережья, в пределах Окско-Донской равнины, в лесостепной зоне, у железнодорожной линии Ртищево-Сердобск, возле автотрассы Р-207, на расстоянии примерно 6 километров (по прямой) на восток от районного центра от города Ртищево.

### Климат
Климат характеризуется как умеренно континентальный с холодной малоснежной зимой и сухим жарким летом. Среднегодовая температура воздуха — 4,4 °C. Средняя многолетняя температура самого холодного месяца (января) составляет −11,7 °С (абсолютный минимум — −43 °С), температура самого тёплого (июля) — 20 — 22 °С (абсолютный максимум — 40 °С). Средняя продолжительность безморозного периода 145—155 дней. Среднегодовое количество атмосферных осадков — 550 мм, из которых 225—325 мм выпадает в период с апреля по октябрь. Снежный покров держится в среднем 130—135 дней в году.

## История
Основан в 1915 году.

## Население
| 2010 |
| ---- |
| 30   |

### Национальный состав
Согласно результатам переписи 2002 года, в национальной структуре населения русские составляли 94 % из 48 чел.

## Инфраструктура
Основа экономики — обслуживание путевого хозяйства Мичуринского региона Юго-Восточной железной дороги. Действует станция Дубасовский.

## Транспорт
Доступен автомобильным и железнодорожным транспортом.
Остановка общественного транспорта «Посёлок Дубасовский». Остановочный пункт «Дубасовский».